# Mihran Hakobyan
Pour les articles homonymes, voir Hakobyan.
Mihran Hakobyan (en arménien : Միհրան Հակոբյան), né le 8 février 1984 à Stepanakert, est un sculpteur arménien. Il est notamment connu pour être le créateur du Monument à Wikipédia à Słubice, le premier de ce type.

## Biographie
Mihran Hakobyan est né à Stepanakert au Haut-Karabagh. Son père est le sculpteur Armen Hakobyan (1941–1990), mort durant la guerre du Haut-Karabagh. De 2000 à 2006, il étudie la sculpture à l'académie des beaux-arts d'Erevan (hy). Par la suite, il commence à travailler en Arménie et en Russie et participe à plusieurs expositions à Stepanakert, et à Erevan.
En 2001, il devient membre de l'Union des artistes du Haut-Karabagh. Ainsi en 2011, il participe à un colloque international sur la sculpture à Chouchi,. Techniquement, il crée essentiellement des sculptures en pierre, en bois ou en bronze. À partir de 2010 et jusqu'en 2013, il a étudié la philologie polonaise au Collegium Polonicum (pl) à Słubice. En 2012, il reçoit une bourse de la fondation polonaise Kulczyk (du nom de Jan Kulczyk).
D'après une idée du directeur du Collegium Polonicum, Krzysztof Wojciechowski (pl), il crée le Monument à Wikipédia à Słubice. Le 22 octobre 2014, le monument est inauguré place de Francfort (pl). Le monument a été parrainé et partiellement financé par la ville de Słubice,.
Mihran Hakobyan travaille également sur des dessins animés, en particulier à l'aide de pâte à modeler. Pour son dessin animé "Зонтик" (en français : parapluie) d'après une histoire de Leonid Yengibarov,, il a reçu le prix du public du festival du court-métrage de Moscou en 2013.